# Garypus insularis
Garypus insularis es una especie de arácnido del orden Pseudoscorpionida de la familia Garypidae.

## Distribución geográfica
Se encuentra en la India y el sur de África.